# Gavin O'Connor (attore)
Gavin O'Connor (Cork, 17 dicembre 1972) è un attore irlandese, che lavora in campo teatrale, cinematografico e televisivo.

## Biografia
Nato a Cork, ha effettuato gli studi presso il Trinity College Dublin's Beckett Centre. Il suo debutto come attore professionista avviene sul palco del Olympia Theatre di Dublino, dove porta in scena Loco County Lonesome di Patrick McCabe. Il suo debutto cinematografico avviene nel 1997 con il film The Informant.
Nel corso degli anni prende parte a film come This Is My Father, Mad About Mambo, Traffici proibiti e Fifty Dead Men Walking. Ha lavorato anche in diverse produzioni televisive, tra cui le serie televisive Galactik Football e I Tudors, in quest'ultima ha interpretato un giovane Conte di Shrewsbury.
Nel 2011 ottiene una parte nel film di Paolo Sorrentino This Must Be the Place.

## Filmografia parziale
- Mad About Mambo, regia di John Forte (2000)
- I Tudors (The Tudors) - Serie TV, 4 episodi (2009)
- Vikings: Valhalla – serie TV (2022, 2024)